# Dracognomus annae
Dracognomus annae is een rondwormensoort uit de familie van de Draconematidae. De wetenschappelijke naam van de soort is voor het eerst geldig gepubliceerd in 1993 door Verschelde & Vincx.